# 阿克沃思 (新罕布什爾州)
阿克沃思（英語：Acworth）是一個位於美國新罕布什爾州沙利文縣的鎮。

## 人口
根據2020年美國人口普查的數據，阿克沃思的面積為101.20平方千米，當中陸地面積為100.50平方千米，而水域面積為0.70平方千米。當地共有人口853人，而人口密度為每平方千米8人。